# 남자가 울고 싶을 땐
《남자가 울고 싶을 땐》(원제: Big Boys Cry)은 영국의 작가 겸 일러스트레이터인 존티 홀리(Jonty Howley)가 펭귄랜덤하우스 청소년 도서(Random House Books for Young Readers)에서 펴낸 그림책이다. 한글판은 2019년 9월 불의여우(에이치비 출판사)에서 번역·출간했다(역자: 김보람). 아빠에게 “남자는 우는 거 아니야”라는 말을 듣고 첫 등교길에 나선 아이가 남자라고 해서 울지 않을 이유가 없다는 사실을 깨달아 가는 이야기를 통해 성별과 나이를 불문하고 개방적이며 충실한 감정 표현의 중요성을 부각한다는 평을 받았다.

## 내용
새 학교로 전학 온 레비가 처음 등교하는 날, 레비는 너무 긴장이 되어 눈물이 그렁그렁 맺힌다. 아버지는 어찌해야 할 바를 모르고 "남자는 울지 않는단다"라며 레비를 달랜다. 하지만 학교로 가는 길, 레비의 눈에는 여러 성인 남성들이 자신의 감정을 자연스럽게 표출하는 모습이 들어온다. 먼 항해를 떠나며 가족과 이별하는 뱃사람에서부터 아끼는 고양이를 잃어버린 폭주족 아저씨까지, 수많은 ‘눈물 흘리는 남자’들을 본 레비는 누구든 자기 감정을 표현하는 것이 어색한 일이 아니라고 생각한다. 어느덧 레비는 학교에 도착하고 두려울 것만 같았던 학교 생활에도 즐거운 일들이 쌓여 간다. 집으로 돌아왔을 때, 레비는 눈물을 글썽이며 자신을 기다리고 있는 아빠를 발견한다. 사실은 자신도 걱정되고 두려웠다고 털어놓는 아빠에게 레비는 “울고싶을 땐 얼마든지 울어도 괜찮아요”라고 말하고, 아빠 역시 “그럼 괜찮고 말고”라고 대답한다.

## 저자 및 역자
- 존티 홀리Jonty Howley는 영국의 작가이자 삽화가로 런던 예술대를 졸업했다. 《남자가 울고 싶을 땐》은 존티 홀리의 첫 번째 그림책이다.
- 역자 김보람은 신문방송학을 공부하고 언론사와 출판사에서 일했으며, 2020년 현재 유엔교육과학문화기구(UNESCO)에서 발행하는 《유네스코뉴스》의 편집장을 맡고 있다. 다양성과 다문화, 관용과 평등에 관한 책들을 소개하고 우리말로 옮기고 있으며 《엄마와 나》, 《스텔라네 가족》 등을 번역했다.